# Kankan (flygplats)
Kankan är en flygplats i Guinea.   Den ligger i prefekturen Kankan Prefecture och regionen Kankan Region, i den centrala delen av landet, 500 km öster om huvudstaden Conakry. Kankan ligger 377 meter över havet.
Terrängen runt Kankan är platt. Runt Kankan är det glesbefolkat, med 17 invånare per kvadratkilometer. Närmaste större samhälle är Kankan, 11,0 km sydväst om Kankan. Omgivningarna runt Kankan är huvudsakligen savann.